# Mojinos Escozíos
Mojinos Escozíos est un groupe de hard rock espagnol, originaire de Mollet del Vallès.

## Biographie
Les membres du groupe se rencontrent à Mollet del Vallès, à Barcelone. En 1994, ils forment le groupe, jouant dans de petites salles. En 1996, un label leur propose d'enregistrer un album, qu'ils décident finalement de ne pas le publier, en raison du contenu des chansons. Ils se popularisent grâce à l'émission radiophonique de José Antonio Abellán et au magazine El Jueves, qui s'intéresse à la publication du disque. Le producteur de l'album était Esteve Coll, qui travaillait habituellement avec le groupe. Le label Horus leur garantit la publication de leurs deux premiers albums.
Leur premier album est intitulé Mojinos Escozíos. Le nom leur apparait lorsque le bassiste Zippy a été interrogé sur une crise d'hémorroïdes qu'il a subie. L'album comprend, d'une part, des chansons originales de groupe, comme Jerónima, Los Cochinos et Montanbique, et Tío chulo, qui sert d'ouverture en concert. D'autre part, il comprend des reprises de chansons de groupes divers, comme El cura (Into the Fire de Deep Purple), El Corral (La Grange de ZZ Top), Caga ya (The Jack de AC/DC), et Fuego (Fire de Jimi Hendrix).
Leur deuxième album s'intitule Demasiao perro pa trabajá, demasiao carvo par rocanró, en hommage à l'album Too Old to Rock 'n' Roll: Too Young to Die! de Jethro Tull.
En 2017 sort Maduritos y resultones, une compilation fêtant leur trente ans d'existence.

## Membres
- Miguel Ángel Rodríguez « El Sevilla » - chant, harmonica
- Juan Carlos Barja « Zippy » - basse, chœurs
- Juan Ramón Artero « Chicho » - guitare solo, chœurs
- Vidal Barja Jr. « Vidalito » - guitare rythmique, chœurs
- Vidal Barja « El Puto » - batterie

## Discographie
- 1996 : Mojinos Escozíos
- 2000 : Demasiao perro pa trabajá, demasiao carvo pal rocanró
- 2000 : En un cortijo grande el que es tonto se muere de hambre
- 2001 : Las margaritas son flores del campo
- 2002 : Más de 8 millones de discos vendidos
- 2003 : Ópera Rock Triunfo
- 2004 : Semos unos monstruos
- 2005 : Con cuernos y a lo loco
- 2006 : Diez años escozíos
- 2007 : Pa pito el mío
- 2008 : Los novios que las madres nunca quisieron para sus hijas y el novio que las hijas nunca quisieron para sus madres
- 2010 : La leyenda de los hombres más guapos del mundo
- 2011 : Mená Chatrua
- 2013 : Semos unos máquinas
- 2015 : Selfi, bragas y rocanró
- 2017 : Maduritos y resultones